# محمد كريمي
سيد محمد كريمي (بالفارسية: سید محمد کریمی)؛ وُلد في 20 يونيو 1996) هو لاعب كرة قدم إيراني يلعب في مركز الوسط المركزي لصالح نادي نادي سباهان أصفهان في دوري المحترفين الإيراني.
خاض أولى مبارياته في دوري المحترفين الإيراني في 3 أغسطس 2018 ضد نادي سبيدرود رشت.